# Linden (Dietramszell)

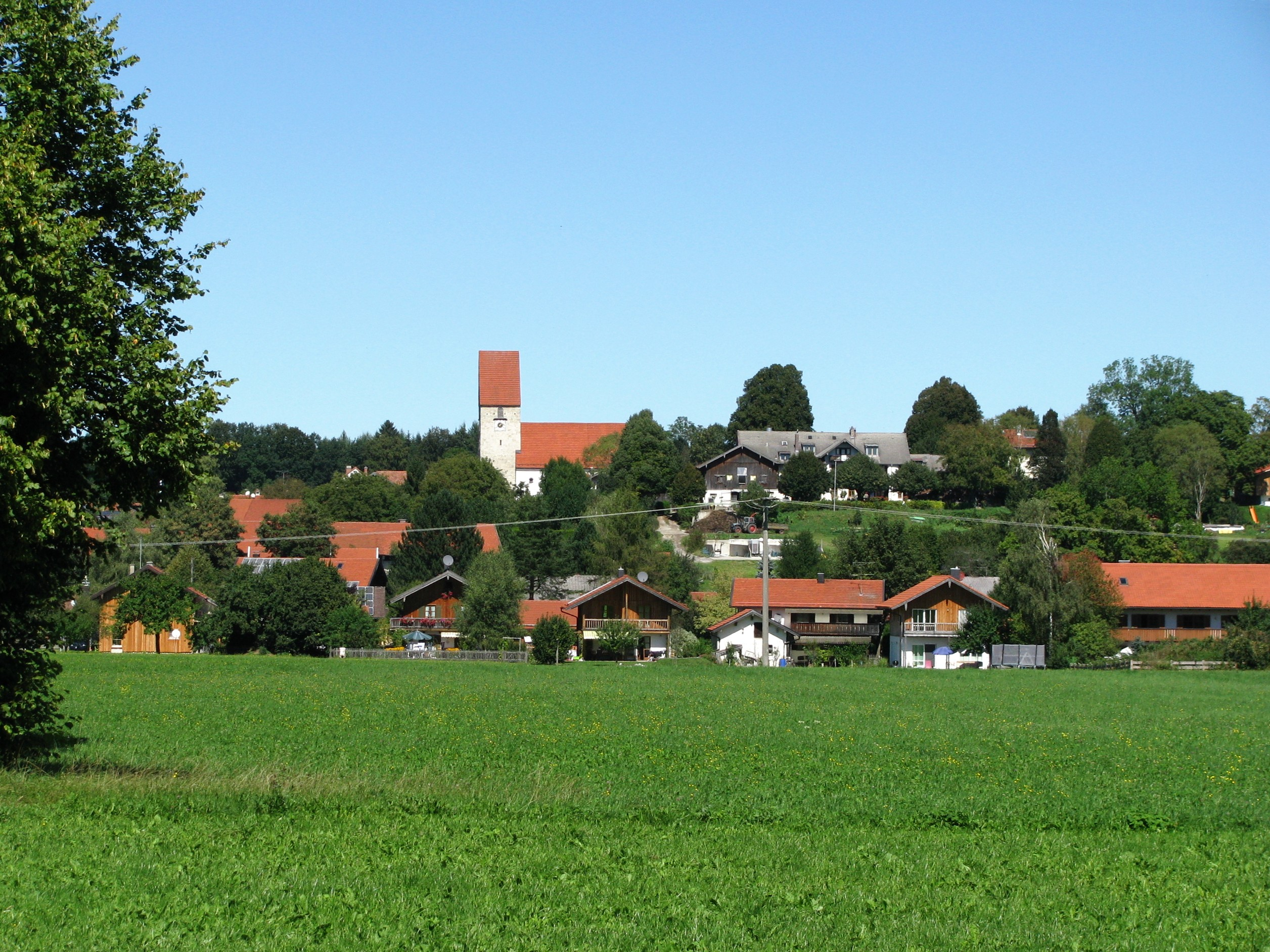
Ansicht von Linden

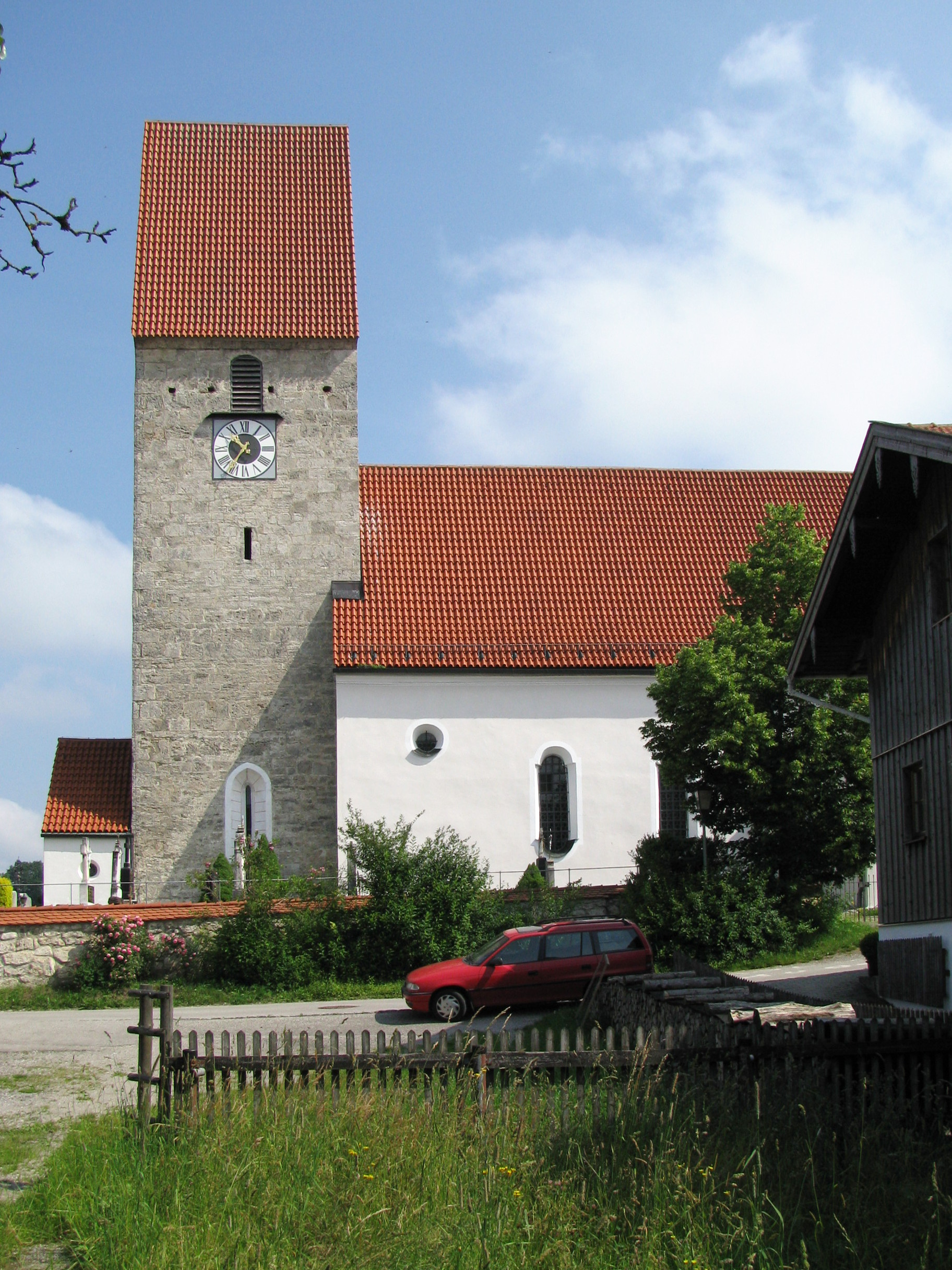
Kirche

Linden ist ein Ortsteil der oberbayerischen Gemeinde Dietramszell im Landkreis Bad Tölz-Wolfratshausen. Das  Kirchdorf liegt circa fünf Kilometer nördlich von Dietramszell an der Landstraße St 2368. 

## Eingemeindung
Linden war eine selbstständige Gemeinde und schloss sich am 1. Januar 1972 freiwillig mit den Gemeinden Baiernrain, Dietramszell, Föggenbeuern und Manhartshofen zusammen. Die neue Kommune erhielt entsprechend dem Bürgervotum den Namen Dietramszell. Mit der Auflösung des Landkreises Wolfratshausen kam der Ort am 1. Juli 1972 zum Landkreis Bad Tölz-Wolfratshausen (Namensführung bis 30. April 1973: Landkreis Bad Tölz).

## Einwohner
1871 wohnten im Ort 100 Personen, bei der Volkszählung 1987 wurden 337 Einwohner registriert.

## Baudenkmäler
In die amtliche Denkmalliste sind acht Objekte als Baudenkmäler eingetragen, darunter die Katholische Filialkirche Zur Schmerzhaften Muttergottes.
Siehe auch: Liste der Baudenkmäler in Linden